# Tuulikki Pietilä

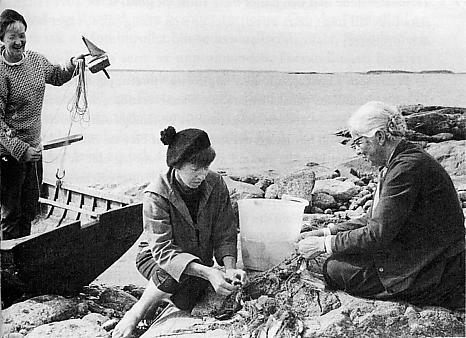
Tuulikki Pietilä, Tove Jansson i Signe Hammarsten-Jansson w 1958

Ida Helmi Tuulikki Pietilä (ur. 18 lutego 1917 w Seattle, zm. 23 lutego 2009 w Helsinkach) – fińska graficzka. Oprócz wielu wystaw i przedsięwzięć artystycznych, pracowała także jako wykładowczyni na Fińskiej Akademii Sztuk Pięknych w Helsinkach. Wieloletnia partnerka pisarki i graficzki Tove Jansson. 
Pietilä zaczęła studia w szkole rysunku w Turku, gdzie spędziła lata 1933–1936. Uczyła się także w Fińskiej Akademii Sztuk Pięknych (1936–1940), Sztokholmskiej Królewskiej Akademii Sztuk (1945–1949) oraz w paryskiej Akademii Sztuki Fernanda Léger'a. Podczas studiów poznała swoją przyszłą życiową partnerkę Tove Jansson, z którą stworzyła wiele prac i projektów artystycznych. 
Najbardziej znana była ze swoich prac nawiązujących tematyką do serii o Muminkach. Zostały one stworzone we współpracy z Pentti Eistola i są obecnie prezentowane w Muzeum „Dolina Muminków” w Tampere. Co więcej, jej podróże z Jansson i wakacje spędzone razem na małej wyspie Klovharu zostały utrwalone przez nią na taśmie filmowej i posłużyły później do stworzenia wielu dokumentów o ich wspólnym życiu.
Pierwsza wystawa prac Pietilä miała miejsce w Turku w 1935. Jej pierwsza wystawa indywidualna odbyła się w 1951. Brała także udział w wystawach grupy artystycznej Purnu oraz w wielu wystawach zagranicznych. Za swoją twórczość została uhonorowana medalem Pro Finlandia w 1963 oraz w 1982 tytułem profesora. 
Pietilä posłużyła za wzór Too-tiki, jednej z postaci z serii o Muminkach Tove Jansson.